# آب‌انبار مسعودی
آب‌انبار مسعودی مربوط به دوره پهلوی است و در یزد، ضلع جنوبی خیابان شهیدرجائی واقع شده و این اثر در تاریخ ۲۵ اسفند ۱۳۷۹ با شمارهٔ ثبت ۳۳۵۸ به‌عنوان یکی از آثار ملی ایران به ثبت رسیده است.